# 梅溪鎮區 (愛荷華州科蘇特縣)
梅溪鎮區（英語：Plum Creek Township）是位於美國愛荷華州科蘇特縣的一個行政鎮區。

## 地方資料
根據2010年美國人口普查的數據，梅溪鎮區的面積為91.84平方千米，當中陸地面積為91.49平方千米，而水域面積為0.35平方千米。當地共有人口326人，而人口密度為每平方千米3.55人。